# Mark Lenard
Mark Lenard, właśc. Leonard Rosenson (ur. 15 października 1924 w Chicago, zm. 22 listopada 1996 w Nowym Jorku) – amerykański aktor pochodzenia żydowskiego.

## Filmografia

### Filmy
- 1965: Opowieść wszech czasów jako Baltazar
- 1968: Powieście go wysoko jako prokurator w Fort Grant
- 1977: Annie Hall jako oficer marynarki
- 1979: Star Trek jako klingoński kapitan
- 1984: Star Trek III: W poszukiwaniu Spocka jako ambasador Sarek
- 1986: Star Trek IV: Powrót na Ziemię jako ambasador Sarek
- 1989: Star Trek V: Ostateczna granica jako ambasador Sarek (głos)
- 1991: Star Trek VI: Wojna o pokój jako ambasador Sarek

### Seriale TV
- 1966: Star Trek: Seria oryginalna jako dowódca Romulanów
- 1966: Mission: Impossible jako Felipe Mora
- 1967: Star Trek: Seria oryginalna jako Sarek
- 1968: Gunsmoke jako Ira Stonecipher
- 1969: Mission: Impossible jako Aristo Skora
- 1969: Hawaii Five-O jako Yoshio Nagata
- 1970: Mission: Impossible jako pułkownik Bakram
- 1973: Star Trek: Seria animowana jako Sarek (głos)
- 1973: Hawaii Five-O jako Rogloff
- 1974: Planeta Małp jako generał Urko
- 1976: Domek na prerii jako Peter Ingalls
- 1990: Star Trek: Następne pokolenie jako Sarek
- 1991: Star Trek: Następne pokolenie jako Sarek